# Nkosi Tafari
Nkosi Tafari Burgess (Manhattan, Nueva York, 23 de marzo de 1997), conocido simplemente como Nkosi Tafari, es un futbolista estadounidense que juega como defensa en Los Angeles F. C. de la Major League Soccer de los Estados Unidos.

## Trayectoria

### Universidad
Tafari comenzó a jugar fútbol universitario en la Universidad de Connecticut en 2015. Se vistió de rojo en su temporada de primer año, antes de pasar a hacer 46 apariciones con los Huskies, anotando 1 gol y sumando 1 asistencia entre 2016 y 2018. En 2019, Tafari jugó su temporada sénior en la Universidad de Seattle, haciendo 20 apariciones y nuevamente anotando un solo gol y una asistencia en su camino para ser nombrado Jugador Defensivo del Año de WAC y Primer Equipo de la Región de los Entrenadores de United Soccer.

### F. C. Dallas: Profesionalismo
El 9 de enero de 2020, Tafari fue seleccionado en el puesto 14 en el SuperDraft de la MLS 2020 por el F. C. Dallas. Firmó con el club el 18 de febrero de 2020.
Hizo su debut profesional el 3 de octubre de 2020, con el filial de la USL (North Texas) del Dallas en un partido contra el Fort Lauderdale CF.

## Vida personal
Es hijo de Christopher Burgess y Monique Sorel-Domínguez. Tiene un hermano, Marley, y una hermana, Krystal.
En 2021, anunció que usaría su segundo nombre Tafari en lugar de Burgess, eligiendo distanciarse del apellido que había sido "transmitido de maestro a esclavo" y diciendo "Quiero volver a mis propias raíces y estar orgulloso de ser africano".